# VNV Nation
VNV Nation es una agrupación de música electrónica originaria de Londres, ahora establecida en Hamburgo, que combina elementos de EBM, música industrial y synth pop, para formar lo que ellos llaman futurepop. La banda está formada por Ronan Harris.

## Etimología
VNV Nation es la abreviación de Victory Not Vengeance (literalmente, Victoria No Venganza), un lema que hace alusión a la idea de que uno debe buscar el triunfo y no refugiarse en los lamentos. Temática que es tratada a lo largo de la discografía del grupo y que caracteriza su sonido.

## Historia
VNV Nation comenzó como un proyecto solista de Ronan Harris a principios de 1990. Ese mismo año, la banda lanzó su primer sencillo en un 12" llamado Body Pulse, cuyas copias son muy escasas en la actualidad. En el mes de noviembre de ese mismo año llegó su segundo sencillo bajo el nombre Strength of Youth y terminar el año, VNV Nation viajó a Canadá para participar en la gira de Nitzer Ebb.
Al regresar a Europa, Ronan Harris trabajó editando material para diversas compilaciones musicales hasta que en 1995 firmó el primer contrato de la banda con el sello discográfico Discordia, donde editaron su primer álbum como banda llamado Advance and Follow, que fue lanzado ese mismo año. El disco era una mezcla de melodías bailables de sintetizadores y beats electrónicos agresivos, firme en la tradición del EBM de esos años, complementado con elementos de música orquestal. Su siguiente lanzamiento, Praise the Fallen de 1998, continuó en esta senda y comenzaron a experimentar un nivel de éxito comercial mayor.
Durante esta época, Ronan Harris también escribió en la revista musical digital Side-Line y fue su webmaster hasta 1999.
El grupo empezó a despegar de una forma considerable tras sacar su álbum Empires en 1999, consiguiendo obtener un éxito comercial masivo (liderando las listas de German DAC por siete semanas) y casi sin ayuda originaron un subgénero de artistas similares. Aunque el disco mantenía el mismo espíritu de los dos trabajos anteriores, expandió las líneas de sintetizadores ostentosas e incorporó canciones más estructuradas con estrofas y coros pegadizos. El lado duro y agresivo de álbumes como Praise the Fallen estaba completamente ausente, y la música en su conjunto fue mucho más compleja con atmósferas y arpegios multicapas. Este álbum fue compuesto usando sólo un sintetizador, el Access Virus, y dos samplers de baja calidad.
Su álbum de 2002, Futureperfect, representó un alejamiento del EBM al synth pop, incluso incorporando elementos del trance. Más aún, algunas partes instrumentales neoclásicas fueron añadidas en el álbum. Este cambio hizo aumentar su popularidad todavía más, pero a su vez, hizo que algunos de sus seguidores amantes el sonido oscuro y agresivo de la primera etapa de la banda, se distanciaran del grupo paulatinamente. Este hecho debilitó la reputación del grupo en la comunidad musical underground pero, no obstante, se embarcaron en diversas giras mundiales exitosas en 2002 y en 2003, incluyendo Estados Unidos donde por lo general, este género musical no goza de mucho éxito comercial. Este álbum fue producido de manera notable usando principalmente sintetizadores basados en software (o softsynth), en lugar de los sintetizadores tradicionales.
En 2005 sacaron el álbum Matter + Form, expandiendo el sonido establecido con su trabajo anterior y, a su vez, añadieron un sonido más duro y mecánico en algunas canciones. Un buen ejemplar de este sonido fue el sencillo Chrome. También cabe notar la ausencia de efectos aplicados a la voz, un distanciamiento de discos anteriores, que le permitió al solista Ronan Harris poseer más espacio en la mezcla final. Por supuesto, también hubo varias canciones con una composición más suave y pensativa. Algunos temas incluso poseen una leve sensación de rock, principalmente debido a cómo las percusiones y el bajo fueron arreglados. El ejemplo más obvio sería el tema final del disco Perpetual. La variedad de instrumentos utilizada en este álbum fue mucho más surtida que en los anteriores, utilizando desde el Access Virus hasta un sintetizador modular hecho a medida, pasando por los sintetizadores basados en software. Este álbum fue el primero en ser producido por una persona externa a la banda.
Posteriormente el grupo se puso a trabajar en un nuevo disco basado en las sesiones y giras de Matter + Form, llamado Reformation y meses más tarde, a principios de abril de 2007, lanzaron el álbum Judgement, dando un paso hacia un sonido más contundente, consiguiendo cosechar buenos resultados tanto en Europa y más discretos en Estados Unidos.
En 2009 lanzaron su undécimo material discográfico en donde destaca de manera singular la canción Sentinel y el tema homónimo del disco. 
VNV Nation cuenta con un sonido y estilo propio e inconfundible, pero lo que pocos saben es que Ronan Harris cuenta con un proyecto alterno llamado MODCOM, que si bien sigue la línea de sonido electrónico, es un proyecto mucho más relajado y diferente al sonido característico de VNV Nation.

## Discografía

### Discos
- 1990 - Body Pulse - lanzamiento en vinilo
- 1990 - Strength of Youth - lanzamiento en vinilo
- 1995 - Advance and Follow
- 1998 - Praise the Fallen
- 1998 - Solitary - EP
- 1999 - Empires
- 2000 - Standing / Burning Empires
- 2001 - Advance and Follow (v2)
- 2002 - Futureperfect
- 2004 - Past Perfect
- 2005 - Matter + Form
- 2007 - Reformation
- 2007 - Judgement
- 2009 - Of Faith, Power And Glory
- 2011 - Automatic
- 2013 - Transnational
- 2015 - Resonance
- 2018 - Noire
- 2023 - Electric Sun
- 2025 - Construct

### Sencillos
- 1999 - Darkangel
- 2000 - Standing
- 2001 - Genesis
- 2002 - Beloved
- 2003 - Honour 2003
- 2005 - Chrome - lanzamiento en línea
- 2005 - Homeward
- 2023 - Before the Rain
- 2023 - Wait
- 2025 - Silence Speaks
- 2025 - Station 21
- 2025 - By Your Side

### Otros
- Cold (remix por MiG-29) (2001) lanzamiento en línea
- Pastperfect (DVD) (2004) - en dos ediciones diferentes: regular y especial